# Puchar Kontynentalny w kombinacji norweskiej 1999/2000
Sezon 1999/2000 Pucharu Kontynentalnego w kombinacji norweskiej miał rozpocząć się w norweskim Våler 3 grudnia 1999, jednak konkursy zostały odwołane. Rywalizacja zaczęła się więc 10 grudnia 1999 w fińskiej miejscowości Taivalkoski, zaś ostatnie zawody z tego cyklu odbyły się 18 marca 2000 we francuskim Chamonix. W kalendarzu znalazły się dwadzieścia dwa konkursy, w tym osiem sprintów i czternaście metodą Gundersena. 
Pierwotnie cykl ten nosił nazwę Pucharu Świata B, jednak w 2008 roku zmieniono ją na Puchar Kontynentalny. Tytułu najlepszego zawodnika bronili Austriak Christoph Bieler i Norweg Preben Fjære Brynemo. W sezonie tym najlepszy okazał się Francuz Frédéric Baud.

## Kalendarz i wyniki
| Lp  | Data             | Miejscowość            | Konkurencja          | 1. miejsce        | 2. miejsce        | 3. miejsce         |
| --- | ---------------- | ---------------------- | -------------------- | ----------------- | ----------------- | ------------------ |
| 1.  | 3 grudnia 1999   | Våler                  | Gundersen K90/15 km  | odwołany          | odwołany          | odwołany           |
| 2.  | 5 grudnia 1999   | Våler                  | Sprint K90/7,5 km    | odwołany          | odwołany          | odwołany           |
| 3.  | 10 grudnia 1999  | Taivalkoski            | Gundersen K90/15 km  | Kristian Hammer   | Sverre Rotevatn   | Kouji Takasawa     |
| 4.  | 11 grudnia 1999  | Taivalkoski            | Sprint K90/7,5 km    | Kristian Hammer   | Takanori Hagiwara | Walerij Stolarow   |
| 5.  | 17 grudnia 1999  | Val di Fiemme          | Gundersen K120/15 km | Kristian Hammer   | Ludovic Roux      | Baptist Rousset    |
| 6.  | 18 grudnia 1999  | Val di Fiemme          | Sprint K120/7,5 km   | Kristian Hammer   | Ludovic Roux      | Kouji Takasawa     |
| 7.  | 20 grudnia 1999  | Reit im Winkl          | Gundersen K90/15 km  | Marko Baacke      | Ludovic Roux      | Kouji Takasawa     |
| 8.  | 8 stycznia 2000  | Garmisch-Partenkirchen | Sprint K115/7,5 km   | Matthias Looß     | Futoshi Ōtake     | Pavel Churavý      |
| 9.  | 9 stycznia 2000  | Garmisch-Partenkirchen | Gundersen K120/15 km | Jens Gaiser       | Andreas Hurschler | Matthias Mehringer |
| 10. | 13 stycznia 2000 | Lake Placid            | Sprint K120/7,5 km   | Christoph Bieler  | Matt Dayton       | Egil Sveen         |
| 11. | 14 stycznia 2000 | Lake Placid            | Sprint K120/7,5 km   | Christoph Bieler  | Andreas Hurschler | Pavel Churavý      |
| 12. | 19 stycznia 2000 | Calgary                | Gundersen K90/15 km  | Christoph Bieler  | Andreas Hurschler | Jens Gaiser        |
| 13. | 20 stycznia 2000 | Calgary                | Sprint K90/7,5 km    | Andreas Hurschler | Futoshi Ōtake     | Jens Gaiser        |
| 14. | 5 lutego 2000    | Andelsbuch             | Gundersen K90/15 km  | Christoph Bieler  | Tsuyoshi Ichinohe | Bernhard Gruber    |
| 15. | 11 lutego 2000   | Mislinja               | Sprint K90/7,5 km    | Christoph Bieler  | Christoph Eugen   | Matthias Looß      |
| 16. | 12 lutego 2000   | Mislinja               | Gundersen K90/15 km  | Christoph Bieler  | Petr Šmejc        | Egil Sveen         |
| 17. | 27 lutego 2000   | Baiersbronn            | Gundersen K90/15 km  | Frédéric Baud     | Thorsten Schmitt  | Jan Rune Grave     |
| 18. | 3 marca 2000     | Klingenthal            | Gundersen K90/15 km  | Marc Frey         | Urs Kunz          | Matt Dayton        |
| 19. | 4 marca 2000     | Klingenthal            | Gundersen K90/15 km  | Demian Carson     | Kris Erichsen     | Jason Myslicki     |
| 20. | 11 marca 2000    | Karpacz                | Gundersen K90/15 km  | odwołany          | odwołany          | odwołany           |
| 21. | 17 marca 2000    | Chamonix               | Gundersen K90/15 km  | Frédéric Baud     | Kris Erichsen     | Marc Frey          |
| 22. | 18 marca 2000    | Chamonix               | Gundersen K90/15 km  | Kevin Arnould     | Frédéric Baud     | Michal Pšenko      |

## Klasyfikacje
| Lp. | Zawodnik          | Punkty |
| 1.  | Frédéric Baud     | 264    |
| 2.  | Sverre Rotevatn   | 235    |
| 3.  | Antti Kuisma      | 223    |
| 4.  | Kris Erichsen     | 210    |
| 4.  | Takanori Hagiwara | 210    |
| 6.  | Petr Šmejc        | 194    |
| 7.  | Egil Sveen        | 189    |
| 8.  | Urs Kunz          | 187    |
| 9.  | Thorsten Schmitt  | 170    |
| 10. | Jacob Gunnes      | 166    |